# Quasi-Park Narodowy Biwako
Quasi-Park Narodowy Biwako (jap. 琵琶湖国定公園 Biwa-ko Kokutei Kōen) – quasi-park narodowy w regionie Kinki na Honsiu w Japonii.
Park obejmuje tereny usytuowane w prefekturach Shiga oraz Kioto, o łącznym obszarze 976,72 km². 
W czerwcu 1993 r. tereny podmokłe nad jeziorem Biwa, o łącznej powierzchni 65 984 ha, zostały wpisane na listę konwencji ramsarskiej.